# Андріус Алманіс
Андріус Алманіс (нар. 27 травня 1965, с. Тайгос Сунгаяус, Сорокінський район, Алтайський край, Росія) — військовий офіцер, письменник, природозахисник. Політичний і громадський діяч Литви та муніципалітету Акмянського повіту.
Один зі спікерів та координаторів Форуму Вільних Народів Постросії.

## Біографія
У 1983 році Андріус закінчив Неменчинську середню школу у Вільнюському районі, а в 1988 році закінчив лісовий відділ Литовського університету сільського господарства. Працював заступником лісничого в Папілес, а з 1988 року був молодшим науковим співробітником в Каманському державному природному заповіднику.
З 1990 року служив інструктором оборони краю в Акменеському районному відділенні Департаменту національної оборони, був заступником командира. У 1993 році він став керівником молодіжного підрозділу Служби добровольної національної оборони в Акменеському районі.
З 2000 року він був командиром територіального оборонного батальйону добровільних національних військ в Акменеському районі. Також викладав у Навчальному центрі імені П. Бартка у Радвилишкісі. У 2004 році він став головним національним представником Литовських Збройних Сил у миротворчій місії на Косово. З 2005 року працював військовим офіцером з громадських відносин в штабі Добровільних національних військ. У 2007 році він став спеціалістом з інформації у регіональному парку Вентос.
З 2011 по 2018 рік він обіймав посаду директора Вентоського регіонального парку та був членом районної ради Акменеса.
З 2021 — Президент Інституту регіонів Росії (Литва), голова міжнародного товариства підтримки «Шлях до мрії».
З 2022 є в складі координаційної рада Форуму Вільних Держав Пост-Росії.

## Публікації
Андрій Альманіс опублікував такі книги: «Не відома весна років» (оповідання, 2012), «Шматок цукру» (вірші, 2014), та склав книгу «Легенди Вентоса» (2014). Його вірші та фантастичні оповідання були опубліковані в регіональній газеті «В'єнібе», різних періодичних виданнях, літературних альманахах та літературному альманасі «Зіємгалійос ужрашай» письменників Акменеса. Він довгий час брав участь у етнографічному ансамблі «Луокава» та був актором в театрі Акменеса.

## Нагороди
Йому було присуджено медаль Саусіо 13-го роковинного медалю (1992) та медаль Добровольців творців Збройних Сил (1995).